# Reikosiella nonaericeps
Reikosiella nonaericeps är en stekelart som först beskrevs av Girault 1923.  Reikosiella nonaericeps ingår i släktet Reikosiella och familjen hoppglanssteklar. Inga underarter finns listade i Catalogue of Life.